# Spice 1 (album)
Spice 1 è il primo ed eponimo album in studio del rapper statunitense Spice 1, pubblicato nel 1992.

## Tracce
1. In My Neighborhood
2. 187 Proof
3. East Bay Gangster (Reggae)
4. Money Gone
5. 1-800-Spice
6. Peace to My Nine
7. Young Nigga
8. Welcome to the Ghetto
9. Fucked in the Game
10. Money or Murder
11. City Streets
12. 1-900-Spice
13. Break Yourself (feat. MC Ant)
14. 187 Pure